# USS Enterprise (NCC-1701-A)
 (novembre 2024).
Si vous disposez d'ouvrages ou d'articles de référence ou si vous connaissez des sites web de qualité traitant du thème abordé ici, merci de compléter l'article en donnant les références utiles à sa vérifiabilité et en les liant à la section « Notes et références ».
Cet article concerne le vaisseau USS Enterprise NCC-1701-A de l'univers de Star Trek. Pour les vaisseaux homonymes de Star Trek, voir Enterprise (Star Trek). Pour les autres significations, voir Enterprise.
L’USS Enterprise (NCC-1701-A) est une version du vaisseau Enterprise présent dans le monde imaginaire de la série Star Trek.
Faisant partie de la classe Constitution, cet Enterprise apparaît à la fin du film Star Trek 4 : Retour sur Terre. Il est très proche du NCC-1701-Refonte.

## Historique

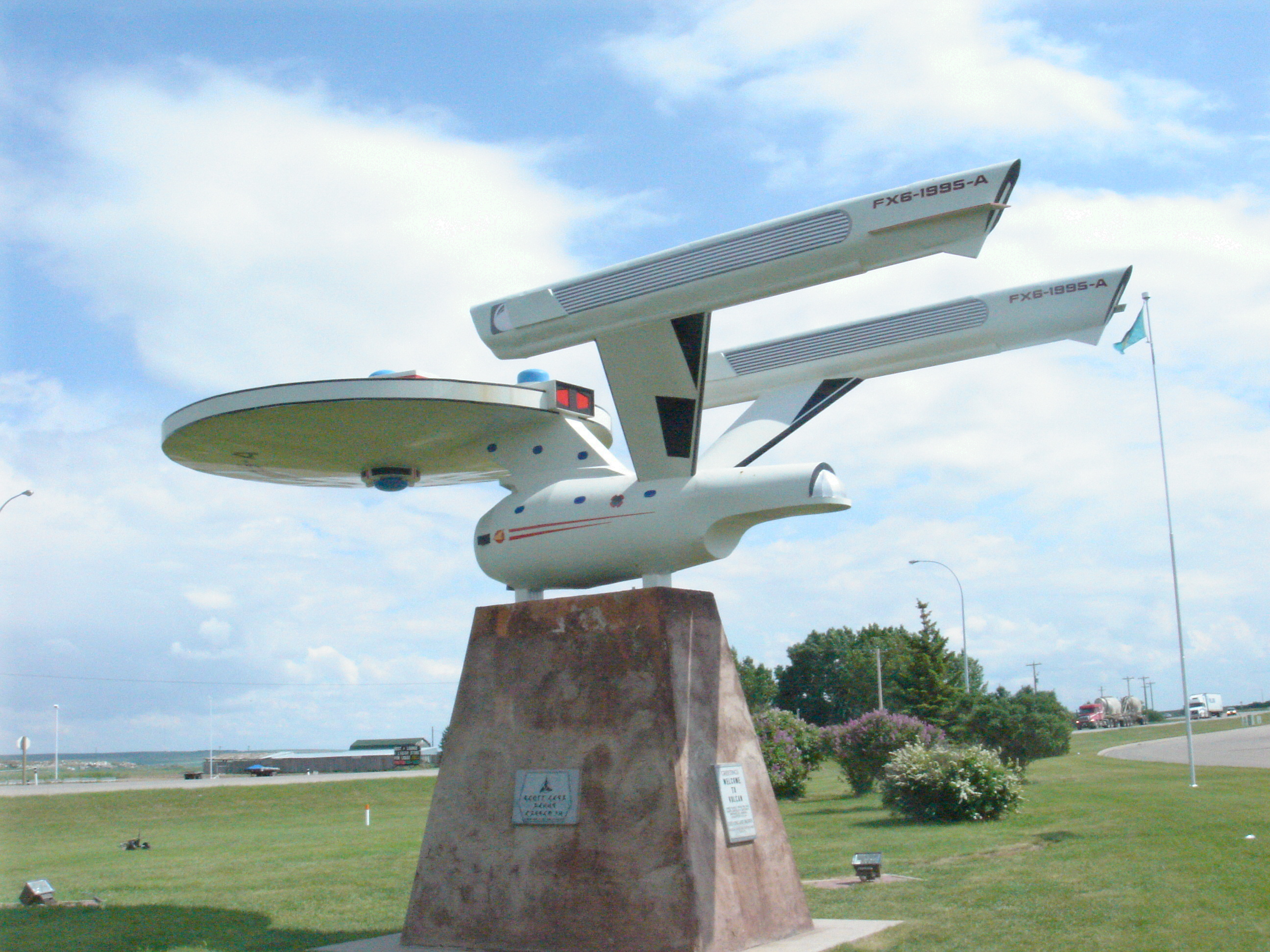
Réplique de lEnterprise à Vulcan dans l'Alberta.

### DansStar Trek 4: Retour sur Terre
En 2286, une sonde inconnue menace la Terre. Le capitaine Kirk et une petite partie de son équipage retournent dans le passé, à la fin du XXe siècle, aux commandes de leur oiseau de proie klingon. Une fois deux baleines à bosse en leur possession, le capitaine Kirk et son équipage retournent à leur époque et relâchent les baleines dans l'océan afin qu'elles communiquent avec la sonde pour la dissuader de détruire la Terre. Leur plan fonctionna brillamment. Pour remercier Kirk de ce qu'il a fait pour la Terre, le Président de la Fédération confie à Kirk le commandement d'un nouveau vaisseau. Au départ ils ne savaient pas du tout quel vaisseau ils allaient avoir, mais il s'est avéré que le vaisseau en question n'était autre que... l'Enterprise (l'Enterprise-A, précisément).

### DansStar Trek 5: L'Ultime Frontière
En 2287, un an après son lancement et toujours commandé par Kirk, l'Enterprise-A est en rénovation. Sybok, le demi-frère de Spock, prend des otages sur une planète déserte et l'Enterprise est désigné pour aller à leur secours. Arrivés sur la planète, le capitaine Kirk et son équipage découvrent que les otages ont été hypnotisés par Sybok lui-même. Sybok prend en otage l'équipage de l'Enterprise. Kirk, Sybok et les autres s'apprêtent à retourner dans l'Enterprise à bord d'une navette mais un oiseau de proie klingon se prépare à intercepter l'Enterprise, malgré les négociations de paix entre la Fédération et l'Empire Klingon. Les klingons s'aperçoivent que  Kirk est en fait toujours dans la navette qui se dirige vers l'Enterprise. Sur la passerelle de l'Enterprise, Scott se rend compte de la présence des klingons. Il en informe Checov qui en informe Kirk. Checov ignore que Sybok est à bord de la navette avec Kirk. C'est alors que Kirk supplie Sybok de lui laisser les commandes de la navette. Sybok accepte. Kirk ordonne à Sulu de foncer à pleine vitesse vers l'Enterprise. La navette atterrit violemment dans le hangar de l'Enterprise. Les klingons lancent une torpille à photons en direction de l'Enterprise. Heureusement, celui-ci l'évite de justesse en passant en distorsion. Sybok prend alors le contrôle de l'Enterprise, hypnotise les membres d'équipage et emprisonne Kirk, Spock et McCoy. Heureusement, Scott, le seul à ne pas avoir été hypnotisé, libère Kirk et les autres. Entre-temps, Kirk, Spock et McCoy apprennent que Sybok veut conduire l'Enterprise vers une planète légendaire nommée Sha-Kha-Ree. Une fois arrivés, Sybok, Kirk, Spock et McCoy vont sur la planète pour rencontrer "Dieu". Mais il s'avère très vite que le soi-disant « Dieu » était en fait une entité du mal qui était prisonnière de cette planète depuis plusieurs millénaires. Sybok fait diversion afin de permettre aux autres de s'échapper. Sybok « fusionne » avec l'entité mais cela cause la mort de Sybok. Kirk ordonne à Checov de tirer une torpille à photons, depuis l'Enterprise, qui blesse l'entité. Kirk et les autres en profitent pour s'échapper. L'Enterprise téléporte Spock et McCoy à son bord mais les klingons sont de retour... Ils font feu sur l'Enterprise et endommagent le téléporteur. Kirk est donc coincé sur la planète avec l'entité. Sur l'Enterprise, un général klingon qui était un des otages hypnotisés (qui ne l'est plus, comme tous les autres) ordonne au capitaine des klingons de cesser immédiatement leur attaque. Sur la planète, Kirk est poursuivi par l'entité. Heureusement, le vaisseau des klingons sort de nulle part, fait feu sur l'entité, la blessant ou peut-être même la tuant définitivement. Les klingons téléportent Kirk à bord de leur vaisseau, mais il découvre, par la suite, que c'est Spock qui commande le vaisseau. Désormais, tout le monde est en sécurité. L'Enterprise et le vaisseau klingon sont en orbite autour de la planète Sha-Kha-Ree. L'équipage de l'Enterprise et les klingons boivent un apéritif au bar de l'Enterprise.

### DansStar Trek 6: Terre inconnue
En 2293, après plus d'un siècle de rivalité, un traité de paix entre l'Empire Klingon et la Fédération est enfin négocié. L'Enterprise est désigné pour escorter le vaisseau amiral klingon jusqu'à la Terre. Après cela, l'Enterprise sera démantelé. L'Enterprise arrive au rendez-vous avec le vaisseau klingon comme prévu. Le chancelier klingon Gorkon et ses officiers supérieurs se téléportent à bord de l'Enterprise. Le capitaine Kirk leur fait visiter le vaisseau. Les klingons et l'équipage de l'Enterprise dînent dans la grande salle à manger de l'Enterprise. Les klingons retournent par la suite sur leur vaisseau. Un peu plus tard, l'Entreprise tire une torpille à photons sur le vaisseau de Gorkon... sans vraiment en tirer une... Le capitaine Kirk n'y comprend plus rien.
C'est alors que deux hommes s'introduisent dans le vaisseau de Gorkon. Les deux hommes tuent certains officiers klingons, y compris le chancelier Gorkon. Plus intrigant encore : ces hommes semblent être des hommes de Kirk.
Chang, le général klingon, accuse Kirk, qu'il fait envoyer en compagnie du docteur McCoy sur la prison de glace Rura Penthe. Spock ne dispose que de quelques jours pour sauver son ami et maintenir la paix menacée par une conspiration « anti-pacifiste ». Après l'assassinat de Gorkon, sa fille, Azetbur, devient chancelière et continue à œuvrer pour la paix. Mais, pour des raisons de sécurité, le lieu de la conférence est tenu secret. Toutefois, les deux parties ont sous-estimé l'ampleur de la conspiration dite « de Khitomer ». Finalement, les équipages de l'USS Enterprise et de l'USS Excelsior interviennent à temps pour dénoncer le complot et empêcher une tentative d'assassinat contre le président de la Fédération.